# Echinovadoma alacermatrix
Echinovadoma alacermatrix är en mossdjursart som beskrevs av Tilbrook 2000. Echinovadoma alacermatrix ingår i släktet Echinovadoma och familjen Echinovadomidae. Inga underarter finns listade i Catalogue of Life.